# Erebia rühli
Erebia rühli är en fjärilsart som beskrevs av Hans Fruhstorfer 1909. Erebia rühli ingår i släktet Erebia och familjen praktfjärilar. Inga underarter finns listade i Catalogue of Life.